# Џејсон Мраз
Џејсон Томас Мраз (енгл. Jason Thomas Mraz; Меканиксвил, Вирџинија, 23. јун 1977) амерички је певач и текстописац.
Мраз је освојио две греми награде заједно са две номинације, две Награде по избору тинејџера, једну Награду по избору публике и награду Хала Дејвида за најбољег текстописца. До јула 2014. године, Мраз је продао преко седам милиона албума, и преко 11,5 милиона скинутих синглова.

## Дискографија
Студијски албуми
- Waiting for My Rocket to Come (2002)
- Mr. A–Z (2005)
- We Sing. We Dance. We Steal Things. (2008)
- Love Is a Four Letter Word (2012)
- Yes! (2014)
- Know. (2018)
- Look for the Good (2020)
- Mystical Magical Rhythmical Radical Ride (2023)